# Hazrati Szoh

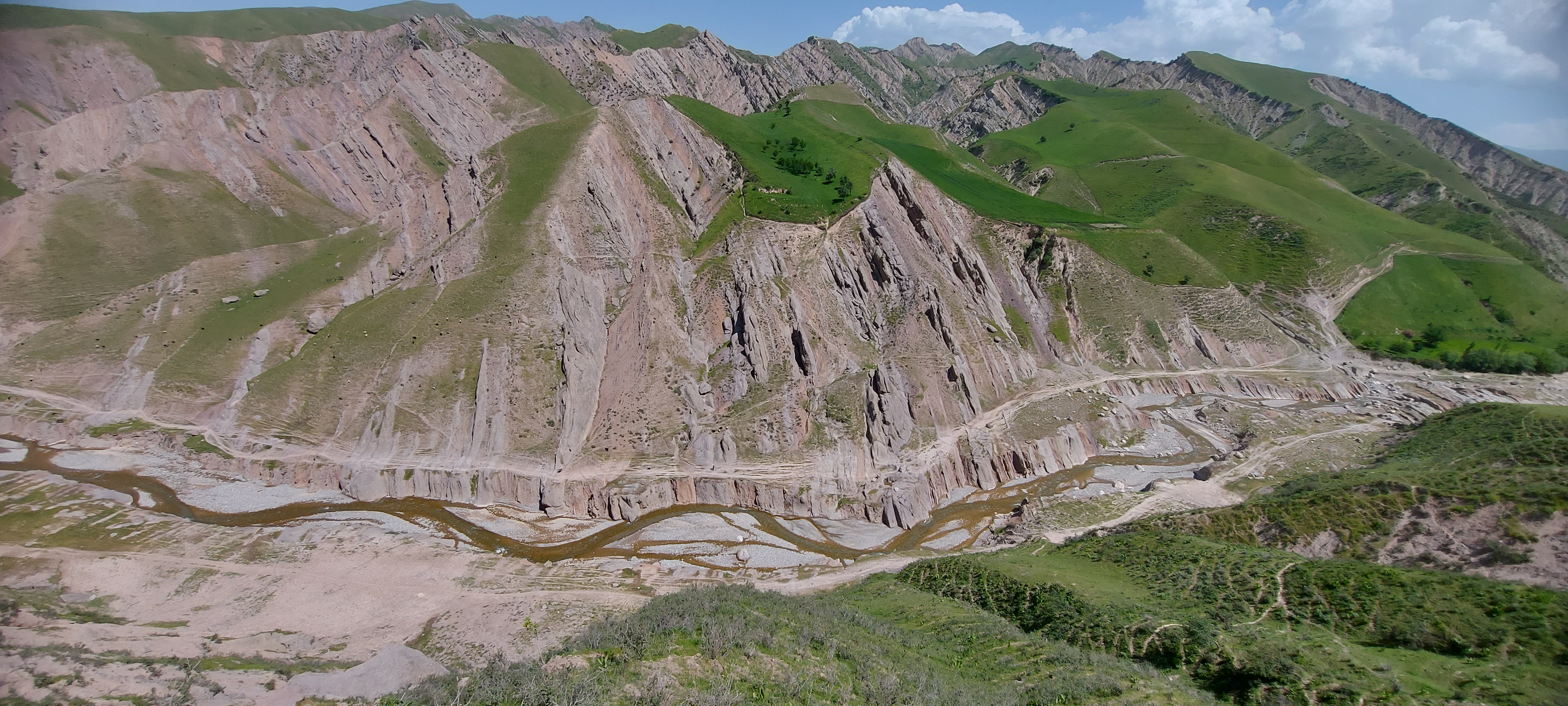
Hazrati Szoh

Hazrati Szoh (Hazratiszoh; tadż.: қаторкӯҳи Ҳазрати Шоҳ, katorkuhi Hazrati Szoh; ros.: хребет Хазратишох, chriebiet Chazratiszoch; хребет Хозретиши, chriebiet Chozrietiszi) – pasmo górskie w południowym Tadżykistanie, przylegające do zachodniej części Gór Darwaskich. Rozciąga się na długości ok. 55 km. Najwyższy szczyt osiąga wysokość 4088 m n.p.m. Pasmo zbudowane ze zlepieńców. Porośnięte roślinnością stepową i półkserofitycznymi krzewami.